# NBT Bank Stadium
Le NBT Bank Stadium (auparavant P&C Stadium puis Alliance Bank Stadium) est un stade de baseball situé à Syracuse dans l'État de New York.
Depuis 1997, c'est le domicile des Syracuse Chiefs (Syracuse SkyChiefs de 1997 à 2006), qui sont une équipe de baseball de niveau Triple-A en Ligue internationale et affiliés avec les Blue Jays de Toronto de la Ligue majeure de baseball. Le NBT Bank Stadium a une capacité de 10 815 places et dispose de 20 suites.

## Dimensions
- Left field (Champ gauche): 330 pieds (100.6 mètres)
- Center field (Champ central): 400 pieds (121.9 mètres)
- Right field (Champ droit): 330 pieds (100.6 mètres)